# Massacre d'Hébron (1834)
Pour les articles homonymes, voir Massacre d'Hébron.

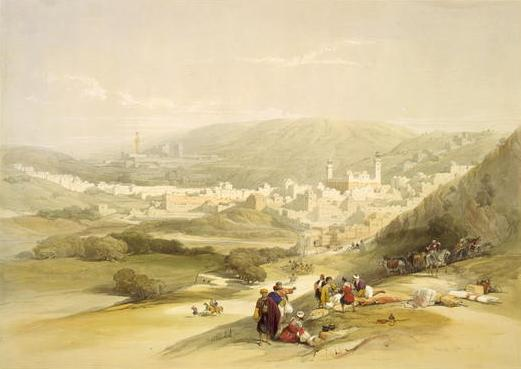
Vue de Hébron en 1839 par David Roberts.

Le Massacre d'Hébron de 1834 est un massacre commis contre des Arabes et des Juifs dans la ville d'Hébron le 24 juillet 1834 par des soldats égyptiens sous les ordres d'Ibrahim Pacha. Cinq cents Arabes furent tués en représailles de leur révolte contre leur enrôlement forcé dans son armée. 
Les Juifs de cette ville, bien que n'ayant pas participé à la révolte, subirent des exactions, 12 d'entre eux furent assassinés,.

## Déroulement
Durant et après la prise de la ville, 500 civils et rebelles musulmans furent tués et 750 furent enrôlés de force par les soldats égyptiens. Pendant trois heures, les troupes commirent des atrocités contre la population de la ville. Alors que de nombreux musulmans réussirent à s'échapper, les Juifs qui n'étaient pas soumis à la politique de conscription de l’armée d'Ibrahim Pacha, restèrent estimant qu'ils ne seraient pas lésés par les Égyptiens, les Juifs de Jérusalem ayant reçu l'assurance de Pacha que les Juifs d'Hébron seraient protégés. Les Juifs de la ville bien que n'ayant pas participé à cette révolte subirent la colère des troupes qui pillèrent le quartier juif avec « une cruauté terrifiante ». Ils égorgèrent les Juifs européens et violèrent publiquement leurs épouses, leurs synagogues furent  profanées. Ces exactions firent 12 morts dont cinq fillettes assassinées après avoir été violées. L'ensemble de la communauté se trouva démunie. Vingt quatre ans plus tard, en 1858, cette communauté se rétablit complètement,,,,.